# Elecciones parlamentarias de Perú de 2006
Las elecciones parlamentarias de Perú de 2006 se llevaron a cabo el 9 de abril de 2006, en conjunto con la elección presidencial y Parlamento Andino. En esta ocasión se eligió la totalidad de los 120 congresistas correspondientes a los 25 distritos electorales para el periodo 2006 - 2011.
Fueron las cuartas elecciones parlamentarias desde la Constitución de 1993, que estableció la creación de la actual Congreso de la República del Perú. 
Los requisitos para ser elegido congresista es ser peruano de nacimiento, haber cumplido veinticinco años y gozar del derecho de sufragio.
Los congresistas elegidos juramentaron y asumieron funciones el 26 de julio de 2006.

## Cronograma electoral
Los candidatos a congresistas fueron elegidos entre el 13 de octubre de 2005 y el 20 de enero del 2006. El cierre de la inscripción de listas fue el 10 de febrero de 2005.
| Actividades                                                                                                | Fechas                           |
| --- | -------------------------------- |
| Cierre del plazo para renunciar a un partido y ser candidato por otro para el Congreso de la República     | 9 de septiembre                  |
| Cierre del plazo para la renuncia de las autoridades que quieren ser candidatos en las elecciones de 2006. | 10 de octubre                    |
| Periodo de elección interna de candidato al Congreso de la República                                       | 12 de octubre al 19 de enero     |
| Plazo para la inscripción de las alianza de partidos.                                                      | 12 de octubre al 11 de diciembre |
| Último día para convocar a Elecciones Generales de 2006.                                                   | 11 de diciembre                  |
| Cierre de inscripción de listas al Congreso de la República                                                | 9 de febrero                     |
| Elecciones parlamentarias 2006                                                                             | 9 de abril                       |

Para el Congreso se elegirán a 120 congresistas de la República en 26 distritos electorales, correspondientes a los 24 departamentos, la Provincia de Lima, la Provincia Constitucional del Callao y los peruanos residentes en el extranjero. Se empleará el procedimiento de la cifra repartidora con doble voto preferencial opcional. Para ingresar al Congreso, los partidos deben cruzar el umbral electoral del 4% a nivel nacional o ganar al menos siete escaños en una circunscripción. Los escaños se asignan mediante el método D'Hondt.

## Sistema electoral
Se eligió a 120 miembros correspondientes a los 25 distritos (24 departamentos y la Provincia Constitucional del Callao), empleando el método de la cifra repartidora, con doble voto preferencial opcional, a excepción de Madre de Dios, donde solo se aplicó el voto preferencial opcional.
La distribución y número de congresistas para las elecciones de 2001 quedaron fijados de la siguiente manera:
| Escaños | Distritos electorales                                                      |  |
| 35      | Lima                                                                       |  |
| 7       | La Libertad                                                                |  |
| 6       | Piura                                                                      |  |
| 5       | Áncash, Arequipa, Cajamarca, Cusco, Junín, Lambayeque y Puno               |  |
| 4       | Callao e Ica                                                               |  |
| 3       | Ayacucho, Huánuco, Loreto y San Martín                                     |  |
| 2       | Amazonas, Apurímac, Huancavelica, Moquegua, Pasco, Tacna, Tumbes y Ucayali |  |
| 1       | Madre de Dios                                                              |  |

## Candidaturas
Durante este proceso electoral, se presentaron por vez primera diversas candidaturas abiertamente LGBT+. Belissa Andía Pérez del Movimiento Nueva Izquierda (MNI) se postuló para el Congreso del Perú y de este modo se convirtió en la primera candidata transgénero a congresista en unas elecciones parlamentarias. Así mismo, la abogada y actriz Susel Paredes, del Partido Socialista, fue la primera candidata abiertamente lesbiana al Congreso peruano. Ambas candidaturas no alcanzaron los votos necesarios.

## Partidos y líderes
A continuación se muestra una lista de los partidos y alianzas electorales que participaron en las elecciones:
| Candidatura | Candidatura | Partidos y alianzas | Líderes | Líderes                      | Ideología                                                          | Resultado previo | Resultado previo | Ref. |
| Candidatura | Candidatura | Partidos y alianzas | Líderes | Líderes                      | Ideología                                                          | Votos (%)        | Esc.             | Ref. |
| ----------- | ----------- | --- | ------- | ---------------------------- | ------------------------------------------------------------------ | ---------------- | ---------------- | ---- |
|             | PP          | Lista - Perú Posible (PP) |         | Alejandro Toledo Manrique    | Socioliberalismo Democracia liberal Tercera vía                    | 26.30%           | 45               |      |
|             | APRA        | Lista - Partido Aprista Peruano (APRA) |         | Alan García Pérez            | Aprismo                                                            | 19.71%           | 28               |      |
|             | UN          | Lista - Unidad Nacional (UN) – Partido Popular Cristiano (PPC) – Solidaridad Nacional (SN) – Renovación Nacional (RN)                         |         | Lourdes Flores Nano          | Democracia cristiana Conservadurismo Neoliberalismo                | 13.84%           | 17               |      |
|             | FIM         | Lista - Frente Independiente Moralizador (FIM)                                                                                                |         | Fernando Olivera Vega        | Reformismo                                                         | 10.98%           | 11               |      |
|             | AP–SP– CNI  | Lista - Frente de Centro (AP–SP–CNI) – Acción Popular (AP) – Somos Perú (SP) – Coordinadora Nacional de Independientes (CNI)                  |         | Valentín Paniagua Corazao    | Nacionalismo cívico Democracia cristiana Reformismo                | 9.96%            | 7                |      |
|             | AF          | Lista - Alianza por el Futuro (AF) – Cambio 90 (C90) – Nueva Mayoría (NM) – Sí Cumple (SC) – Siempre Unidos (SU)                              |         | Alberto Fujimori Fujimori    | Fujimorismo Conservadurismo social Populismo de derecha            | 8.37%            | 4                |      |
|             | UPP         | Lista - Unión por el Perú (UPP) |         | Ollanta Humala Tasso         | Socialismo Nacionalismo de izquierda Progresismo                   | 4.14%            | 6                |      |
|             | RD          | Lista - Reconstrucción Democrática (RD) |         | Ricardo Flores Chipoco       | Partido atrapalotodo                                               | 2.03%            | 1                |      |
|             | Frepap      | Lista - Frente Popular Agrícola del Perú (Frepap)                                                                                             |         | Jonás Ataucusi Molina        | Israelismo Fundamentalismo cristiano Populismo                     | 1.66%            | 0                |      |
|             | RA          | Lista - Renacimiento Andino (RA) |         | Ciro Gálvez Herrera          | Indigenismo Plurinacionalismo Socialdemocracia                     | 1.36%            | 1                |      |
|             | APP         | Lista - Alianza para el Progreso (APP) |         | César Acuña Peralta          | Liberalismo económico Conservadurismo liberal Populismo de derecha | Nuevo            | Nuevo            |      |
|             | MNI         | Lista - Movimiento Nueva Izquierda (MNI) |         | Rolando Breña Pantoja        | Marxismo-leninismo Mariateguismo Socialismo democrático            | Nuevo            | Nuevo            |      |
|             | FD          | Lista - Fuerza Democrática (FD) |         | Alberto Borea Odría          | Reformismo                                                         | Nuevo            | Nuevo            |      |
|             | PS          | Lista - Partido Socialista (PS) |         | Javier Diez-Canseco Cisneros | Socialismo democrático Mariateguismo                               | Nuevo            | Nuevo            |      |
|             | J           | Lista - Justicia Nacional (J) |         | Jaime Salinas López-Torres   | Liberalismo económico Conservadurismo social                       | Nuevo            | Nuevo            |      |
|             | RN          | Lista - Restauración Nacional (RN) |         | Humberto Lay Sun             | Liberalismo económico Conservadurismo social Humanismo cristiano   | Nuevo            | Nuevo            |      |
|             | PDS–MHP     | Lista - Concertación Descentralista (PDS–MHP) – Partido por la Democracia Social - Compromiso Perú (PDS) – Movimiento Humanista Peruano (MHP) |         | Susana Villarán de la Puente | Socialdemocracia Descentralización                                 | Nuevo            | Nuevo            |      |
|             | AvP         | Lista - Avanza País - Partido de Integración Social (AvP)                                                                                     |         | Pedro Cenas Casamayor        | Socialdemocracia Etnocacerismo                                     | Nuevo            | Nuevo            |      |
|             | CFP         | Lista - Con Fuerza Perú (CFP) |         | María Jesús Espinoza Matos   | Fujimorismo Conservadurismo social                                 | Nuevo            | Nuevo            |      |
|             | PP          | Lista - Progresemos Perú (PP) |         | Javier Espinoza Ayaipoma     | Partido atrapalotodo                                               | Nuevo            | Nuevo            |      |
|             | RP          | Lista - Resurgimiento Peruano (RP) |         | Ántero Asto Flores           | Partido atrapalotodo                                               | Nuevo            | Nuevo            |      |
|             | PA          | Lista - Perú Ahora (PA) |         | Luis Guerrero Figueroa       | Partido atrapalotodo                                               | Nuevo            | Nuevo            |      |
|             | YSP         | Lista - Y Se Llama Perú (YSP) |         | Ricardo Wong Kuoman          | Partido atrapalotodo                                               | Nuevo            | Nuevo            |      |

## Encuestas de opinión
Recopilación de las encuestas de opinión que se han realizado con respecto a las elecciones parlamentarias de Perú de 2006.

### Nivel nacional
- Congreso:

## Resultados

Distribución de escaños por departamento.

### Sumario general
| |                                                   |              |              |              |         |         |
| Partidos y coaliciones | Partidos y coaliciones                            | Voto popular | Voto popular | Voto popular | Escaños | Escaños |
| Partidos y coaliciones | Partidos y coaliciones                            | Votos        | %            | ±pp          | Total   | +/−     |
| |                                                   |              |              |              |         |         |
| | Unión por el Perú (UPP)                           | 2,274,797    | 21.15        | +17.01       | 45      | +39     |
| | Partido Aprista Peruano (APRA)                    | 2,213,623    | 20.59        | +0.88        | 36      | +8      |
| | Unidad Nacional (PPC–SN–RN)                       | 1,648,717    | 15.33        | +1.49        | 17      | ±0      |
| | Alianza por el Futuro (C90–NM–SC-SU)1             | 1,408,069    | 13.09        | +4.72        | 13      | +9      |
| | Frente de Centro (AP–SP–CNI)2                     | 760,261      | 7.07         | –2.89        | 5       | –2      |
| | Perú Posible (PP)                                 | 441,462      | 4.11         | –22.19       | 2       | –43     |
| | Restauración Nacional (RN)                        | 432,209      | 4.02         | Nuevo        | 2       | +2      |
| |                                                   |              |              |              |         |         |
| | Alianza para el Progreso (APP)                    | 248,400      | 2.31         | Nuevo        | 0       | ±0      |
| | Frente Independiente Moralizador (FIM)            | 156,433      | 1.45         | –9.53        | 0       | –11     |
| | Fuerza Democrática (FD)                           | 153,437      | 1.43         | Nuevo        | 0       | ±0      |
| | Justicia Nacional (JN)                            | 151,167      | 1.41         | Nuevo        | 0       | ±0      |
| | Partido Socialista (PS)                           | 134,166      | 1.25         | Nuevo        | 0       | ±0      |
| | Movimiento Nueva Izquierda (MNI)                  | 133,106      | 1.24         | Nuevo        | 0       | ±0      |
| | Avanza País - Partido de Integración Social (AvP) | 122,654      | 1.14         | Nuevo        | 0       | ±0      |
| | Concertación Descentralista (PDS–MHP)             | 91,784       | 0.85         | Nuevo        | 0       | ±0      |
| | Frente Popular Agrícola del Perú (Frepap)         | 85,019       | 0.79         | –0.87        | 0       | ±0      |
| | Renacimiento Andino (RA)                          | 75,445       | 0.70         | –0.66        | 0       | –1      |
| | Con Fuerza Perú (CFP)                             | 71,385       | 0.66         | Nuevo        | 0       | ±0      |
| | Perú Ahora (PA)                                   | 46,443       | 0.43         | Nuevo        | 0       | ±0      |
| | Reconstrucción Democrática (RD)3                  | 28,775       | 0.27         | Nuevo        | 0       | ±0      |
| | Proyecto País (P)                                 | 21,534       | 0.20         | –1.45        | 0       | ±0      |
| | Resurgimiento Peruano (RP)                        | 20,579       | 0.19         | Nuevo        | 0       | ±0      |
| | Y se llama Perú (Y se llama Perú)                 | 19,859       | 0.18         | Nuevo        | 0       | ±0      |
| | Progresemos Perú (Progresemos)                    | 13,999       | 0.13         | Nuevo        | 0       | ±0      |
| |                                                   |              |              |              |         |         |
| Total | Total                                             | 10,753,323   |              |              | 120     | ±0      |
| |                                                   |              |              |              |         |         |
| Votos válidos | Votos válidos                                     | 10,753,323   | 73.53        | –5.07        |         |         |
| Votos en blanco | Votos en blanco                                   | 1,682,768    | 11.50        | +1.38        |         |         |
| Votos nulos | Votos nulos                                       | 2,188,789    | 14.97        | +3.69        |         |         |
| Votos emitidos | Votos emitidos                                    | 14,624,880   | 88.66        | +8.20        |         |         |
| Abstenciones | Abstenciones                                      | 1,870,026    | 11.34        | –8.20        |         |         |
| Votantes registrados | Votantes registrados                              | 16,494,906   |              |              |         |         |
| |                                                   |              |              |              |         |         |
| Fuente: |                                                   |              |              |              |         |         |
| Notas al pie: 1 Comparado con los resultados de Cambio 90 – Nueva Mayoría y Solución Popular en las elecciones de 2001. 2 Comparado con los resultados de Acción Popular y Somos Perú en las elecciones de 2001. 3 Comparado con los resultados de Todos por la Victoria en las elecciones de 2001. |                                                   |              |              |              |         |         |
| Notas al pie: |                                                   |              |              |              |         |         |
| 1 Comparado con los resultados de Cambio 90–Nueva Mayoría y Solución Popular en las elecciones de 2001. 2 Comparado con los resultados de Acción Popular y Somos Perú en las elecciones de 2001. 3 Comparado con los resultados de Todos por la Victoria en las elecciones de 2001.                 |                                                   |              |              |              |         |         |

| \| Voto popular \| Voto popular \| Voto popular \| Voto popular \| Voto popular \| \| ------------ \| ------------ \| ------------ \| ------------ \| ------------ \| \| \| \| \| \| \| \| UPP \| UPP \| \| 21.15 % \| 21.15 % \| \| APRA \| APRA \| \| 20.59 % \| 20.59 % \| \| UN \| UN \| \| 15.33 % \| 15.33 % \| \| AF \| AF \| \| 13.09 % \| 13.09 % \| \| FC \| FC \| \| 7.07 % \| 7.07 % \| \| PP \| PP \| \| 4.11 % \| 4.11 % \| \| RN \| RN \| \| 4.02 % \| 4.02 % \| \| Otros \| Otros \| \| 14.64 % \| 14.64 % \| |       |  |         |         |
| Voto popular |       |  |         |         |
| |       |  |         |         |
| UPP | UPP   |  | 21.15 % | 21.15 % |
| APRA | APRA  |  | 20.59 % | 20.59 % |
| UN | UN    |  | 15.33 % | 15.33 % |
| AF | AF    |  | 13.09 % | 13.09 % |
| FC | FC    |  | 7.07 %  | 7.07 %  |
| PP | PP    |  | 4.11 %  | 4.11 %  |
| RN | RN    |  | 4.02 %  | 4.02 %  |
| Otros | Otros |  | 14.64 % | 14.64 % |

| \| Escaños \| Escaños \| Escaños \| Escaños \| Escaños \| \| ------- \| ------- \| ------- \| ------- \| ------- \| \| \| \| \| \| \| \| UPP \| UPP \| \| 37.50 % \| 37.50 % \| \| APRA \| APRA \| \| 30.00 % \| 30.00 % \| \| UN \| UN \| \| 14.17 % \| 14.17 % \| \| AF \| AF \| \| 10.83 % \| 10.83 % \| \| FC \| FC \| \| 4.16 % \| 4.16 % \| \| PP \| PP \| \| 1.67 % \| 1.67 % \| \| RN \| RN \| \| 1.67 % \| 1.67 % \| |      |  |         |         |
| Escaños |      |  |         |         |
| |      |  |         |         |
| UPP | UPP  |  | 37.50 % | 37.50 % |
| APRA | APRA |  | 30.00 % | 30.00 % |
| UN | UN   |  | 14.17 % | 14.17 % |
| AF | AF   |  | 10.83 % | 10.83 % |
| FC | FC   |  | 4.16 %  | 4.16 %  |
| PP | PP   |  | 1.67 %  | 1.67 %  |
| RN | RN   |  | 1.67 %  | 1.67 %  |

#### Resultados por circunscripción
| Circunscripción | UPP      | UPP  | APRA | APRA | UN   | UN  | AF   | AF  | FC   | FC   | PP   | PP  | RN   | RN  |   |
| Circunscripción | %        | E    | %    | E    | %    | E   | %    | E   | %    | E    | %    | E   | %    | E   |   |
| --------------- | -------- | ---- | ---- | ---- | ---- | --- | ---- | --- | ---- | ---- | ---- | --- | ---- | --- | - |
| Circunscripción | Amazonas | 23.3 | 1    | 22.2 | 1    | 9.9 | −    | 9.6 | −    | 18.1 | −    | 2.7 | −    | 2.8 | − |
| Áncash          | 21.3     | 2    | 25.6 | 2    | 13.2 | 1   | 7.4  | −   | 4.4  | −    | 3.5  | −   | 3.6  | −   |   |
| Apurímac        | 33.9     | 2    | 16.9 | −    | 9.4  | −   | 3.0  | −   | 4.5  | −    | 1.1  | −   | 4.0  | −   |   |
| Arequipa        | 35.5     | 3    | 13.6 | 1    | 14.2 | 1   | 9.5  | −   | 3.5  | −    | 1.9  | −   |      |     |   |
| Ayacucho        | 53.6     | 3    | 6.4  | −    | 8.2  | −   | 11.5 | −   | 3.7  | −    | 1.1  | −   |      |     |   |
| Cajamarca       | 20.3     | 2    | 18.3 | 1    | 12.2 | 1   | 16.9 | 1   | 6.9  | −    | 2.5  | −   | 2.4  | −   |   |
| Callao          | 14.3     | 1    | 26.4 | 2    | 22.4 | 1   | 12.5 | −   | 4.9  | −    | 5.2  | −   | 5.1  | −   |   |
| Cusco           | 38.5     | 4    | 19.1 | 1    | 6.5  | −   | 3.9  | −   | 8.4  | −    | 1.0  | −   | 3.4  | −   |   |
| Huancavelica    | 46.3     | 2    | 10.6 | −    | 7.9  | −   | 16.6 | −   | 5.6  | −    | 2.8  | −   |      |     |   |
| Huánuco         | 35.6     | 2    | 13.0 | 1    | 7.9  | −   | 6.1  | −   | 6.6  | −    | 1.7  | −   | 8.5  | −   |   |
| Ica             | 22.2     | 1    | 25.3 | 2    | 22.0 | 1   | 6.4  | −   | 4.8  | −    | 3.5  | −   | 2.7  | −   |   |
| Junín           | 28.7     | 2    | 18.2 | 1    | 13.3 | 1   | 15.1 | 1   | 6.4  | −    | 2.0  | −   |      |     |   |
| La Libertad     | 10.2     | 1    | 45.3 | 5    | 10.8 | 1   | 7.3  | −   | 2.1  | −    | 1.8  | −   | 3.5  | −   |   |
| Lambayeque      | 15.7     | 1    | 31.6 | 2    | 11.4 | 1   | 12.6 | 1   | 5.1  | −    | 1.4  | −   | 3.1  | −   |   |
| Lima            | 14.4     | 6    | 17.4 | 7    | 20.2 | 8   | 18.9 | 8   | 7.9  | 3    | 6.7  | 2   | 4.7  | 1   |   |
| Loreto          | 21.9     | 1    | 14.9 | 1    | 9.7  | −   | 2.3  | −   | 17.0 | 1    | 0.8  | −   | 14.2 | −   |   |
| Madre de Dios   | 19.9     | −    | 12.2 | −    | 14.7 | −   | 2.6  | −   | 4.0  | −    | 13.9 | −   | 20.7 | 1   |   |
| Moquegua        | 30.1     | 1    | 21.5 | 1    | 13.5 | −   | 3.4  | −   | 14.2 | −    | 1.7  | −   | 2.5  | −   |   |
| Pasco           | 18.1     | 1    | 15.8 | −    | 7.9  | −   | 19.7 | 1   | 9.8  | −    | 2.9  | −   | 6.2  | −   |   |
| Piura           | 19.4     | 2    | 27.7 | 3    | 12.9 | 1   | 9.7  | −   | 6.9  | −    | 4.8  | −   | 4.2  | −   |   |
| Puno            | 35.5     | 3    | 12.1 | 1    | 7.3  | −   | 6.9  | −   | 9.4  | 1    | 2.7  | −   | 4.2  | −   |   |
| San Martín      | 28.9     | 1    | 21.1 | 1    | 12.9 | −   | 16.7 | 1   | 7.5  | −    | 1.0  | −   | 6.0  | −   |   |
| Tacna           | 32.0     | 1    | 19.8 | 1    | 12.5 | −   | 3.1  | −   | 11.5 | −    | 1.2  | −   |      |     |   |
| Tumbes          | 18.7     | 1    | 21.6 | 1    | 14.0 | −   | 10.7 | −   | 10.9 | −    | 4.8  | −   | 8.1  | −   |   |
| Ucayali         | 21.7     | 1    | 21.4 | 1    | 11.8 | −   | 5.4  | −   | 9.9  | −    | 0.8  | −   | 4.4  | −   |   |
| Total           | 21.2     | 45   | 20.6 | 36   | 15.3 | 17  | 13.1 | 13  | 7.1  | 5    | 4.1  | 2   | 4.0  | 2   |   |

## Representantes electos
En negrita los congresistas que han sido reelegidos. 
| Distrito Electoral | Escaños | Congresistas electos | Congresistas electos                                                | Partido                 | Votos   |
| ------------------ | ------- | -------------------- | ------------------------------------------------------------------- | ----------------------- | ------- |
| Amazonas           | 2       | 3                    | José Alfonso Maslucán Culqui                                        | Unión por el Perú       | 9,804   |
| Amazonas           | 2       | 2                    | Fabiola Salazar Leguía                                              | Partido Aprista Peruano | 7,951   |
| Áncash             | 5       | 1                    | Wilder Félix Calderón Castro                                        | Partido Aprista Peruano | 20,829  |
| Áncash             | 5       | 3                    | María Helvezia Balta Salazar                                        | Partido Aprista Peruano | 18,670  |
| Áncash             | 5       | 3                    | José Eusebio Mallqui Beas                                           | Unidad Nacional         | 19,048  |
| Áncash             | 5       | 5                    | Fredy Rolando Otárola Peñaranda                                     | Unión por el Perú       | 13,884  |
| Áncash             | 5       | 1                    | José Oriol Anaya Oropeza                                            | Unión por el Perú       | 12,383  |
| Apurímac           | 2       | 1                    | Cayo César Galindo Sandoval                                         | Unión por el Perú       | 11,438  |
| Apurímac           | 2       | 2                    | Antonio León Zapata                                                 | Unión por el Perú       | 5,848   |
| Arequipa           | 5       | 1                    | Álvaro Gonzalo Gutiérrez Cueva                                      | Unión por el Perú       | 48,417  |
| Arequipa           | 5       | 4                    | Rocío de María González Zúñiga                                      | Unión por el Perú       | 32,970  |
| Arequipa           | 5       | 5                    | Pedro Julián Bautista Santos Carpio                                 | Unión por el Perú       | 24,411  |
| Arequipa           | 5       | 1                    | Zoila Lourdes Carmen Sandra Mendoza del Solar                       | Partido Aprista Peruano | 20,019  |
| Arequipa           | 5       | 1                    | Juan Carlos Eguren Neuenschwander                                   | Unidad Nacional         | 26,266  |
| Ayacucho           | 3       | 1                    | Juana Aide Huancahuari Paúcar                                       | Unión por el Perú       | 40,600  |
| Ayacucho           | 3       | 2                    | Elizabeth León Minaya                                               | Unión por el Perú       | 17,684  |
| Ayacucho           | 3       | 3                    | José Antonio Urquizo Maggia                                         | Unión por el Perú       | 12,794  |
| Cajamarca          | 5       | 1                    | Alejandro Arturo Rebaza Martell                                     | Partido Aprista Peruano | 21,112  |
| Cajamarca          | 5       | 1                    | Cecilia Isabel Chacón de Vettori                                    | Alianza por el Futuro   | 17,515  |
| Cajamarca          | 5       | 2                    | Eduardo Espinoza Ramos                                              | Unión por el Perú       | 16,837  |
| Cajamarca          | 5       | 3                    | Werner Cabrera Campos                                               | Unión por el Perú       | 13,627  |
| Cajamarca          | 5       | 1                    | Rosa Madeleine Florián Cedrón                                       | Unidad Nacional         | 12,072  |
| Callao             | 4       | 2                    | Martín Pérez Monteverde                                             | Unidad Nacional         | 28,859  |
| Callao             | 4       | 2                    | Luis Alberto Negreiros Criado                                       | Partido Aprista Peruano | 23,985  |
| Callao             | 4       | 1                    | Luis Alejandro Giampietri Rojas                                     | Partido Aprista Peruano | 21,391  |
| Callao             | 4       | 1                    | Isaac Mekler Neiman                                                 | Unión por el Perú       | 12,503  |
| Cusco              | 5       | 1                    | Luis Daniel Wilson Ugarte                                           | Partido Aprista Peruano | 37,866  |
| Cusco              | 5       | 1                    | Oswaldo Luizar Obregón                                              | Unión por el Perú       | 36,030  |
| Cusco              | 5       | 2                    | María Cleofe Sumire de Conde                                        | Unión por el Perú       | 23,269  |
| Cusco              | 5       | 4                    | Víctor Ricardo Mayorga Miranda                                      | Unión por el Perú       | 17,776  |
| Cusco              | 5       | 3                    | Hilaria Supa Huamán                                                 | Unión por el Perú       | 13,752  |
| Huancavelica       | 2       | 1                    | Miró Ruiz Delgado                                                   | Unión por el Perú       | 16,012  |
| Huancavelica       | 2       | 2                    | José Saldaña Tovar                                                  | Unión por el Perú       | 9,978   |
| Huánuco            | 3       | 1                    | Yaneth Cajahuanca Rosales                                           | Unión por el Perú       | 23,163  |
| Huánuco            | 3       | 2                    | Karina Juliza Beteta Rubín                                          | Unión por el Perú       | 17,798  |
| Huánuco            | 3       | 1                    | Aníbal Ovidio Huerta Díaz                                           | Partido Aprista Peruano | 8,864   |
| Ica                | 4       | 2                    | Isaac Fredy Serna Guzmán                                            | Unión por el Perú       | 30,148  |
| Ica                | 4       | 1                    | Rafael Gustavo Yamashiro Oré                                        | Unidad Nacional         | 28,205  |
| Ica                | 4       | 2                    | Edgar Núñez Román                                                   | Partido Aprista Peruano | 27,882  |
| Ica                | 4       | 1                    | Luis Javier Gonzales Posada Eyzaguirre                              | Partido Aprista Peruano | 24,521  |
| Junín              | 5       | 1                    | Nidia Ruth Vílchez Yucra                                            | Partido Aprista Peruano | 31,759  |
| Junín              | 5       | 2                    | Edgard Cornelio Reymundo Mercado                                    | Unión por el Perú       | 31,567  |
| Junín              | 5       | 1                    | Martha Carolina Acosta Zárate                                       | Unión por el Perú       | 24,362  |
| Junín              | 5       | 1                    | Ricardo Pando Córdova                                               | Alianza por el Futuro   | 21,802  |
| Junín              | 5       | 2                    | Elsa Victoria Canchaya Sánchez                                      | Unidad Nacional         | 20,775  |
| La Libertad        | 7       | 2                    | Elías Nicolás Rodríguez Zavaleta                                    | Partido Aprista Peruano | 71,758  |
| La Libertad        | 7       | 1                    | Luis Juan Alva Castro                                               | Partido Aprista Peruano | 57,409  |
| La Libertad        | 7       | 6                    | Daniel Robles López                                                 | Partido Aprista Peruano | 42,308  |
| La Libertad        | 7       | 7                    | Tula Luz Benites Vásquez                                            | Partido Aprista Peruano | 35,140  |
| La Libertad        | 7       | 4                    | Mario Arturo Alegría Pastor                                         | Partido Aprista Peruano | 22,499  |
| La Libertad        | 7       | 1                    | Wilson Michael Urtecho Medina                                       | Unidad Nacional         | 26,712  |
| La Libertad        | 7       | 1                    | Francisco Alberto Escudero Casquino                                 | Unión por el Perú       | 24,841  |
| Lambayeque         | 5       | 1                    | Ángel Javier Velásquez Quesquén                                     | Partido Aprista Peruano | 45,448  |
| Lambayeque         | 5       | 2                    | Luis Humberto Falla Lamadrid                                        | Partido Aprista Peruano | 44,333  |
| Lambayeque         | 5       | 1                    | Alejandro Aurelio Aguinaga Recuenco                                 | Alianza por el Futuro   | 24,275  |
| Lambayeque         | 5       | 1                    | Gustavo Dacio Espinoza Soto                                         | Unión por el Perú       | 26,507  |
| Lambayeque         | 5       | 2                    | Franco Carpio Guerrero                                              | Unidad Nacional         | 16,140  |
| Lima               | 35      | 1                    | Keiko Sofía Fujimori Higuchi                                        | Alianza por el Futuro   | 602,869 |
| Lima               | 35      | 5                    | Luisa María Cuculiza Torre                                          | Alianza por el Futuro   | 110,963 |
| Lima               | 35      | 2                    | Martha Luz Hildebrandt Pérez-Treviño                                | Alianza por el Futuro   | 56,121  |
| Lima               | 35      | 3                    | Víctor Rolando Sousa Huanambal                                      | Alianza por el Futuro   | 38,578  |
| Lima               | 35      | 11                   | Renzo Andrés Reggiardo Barreto                                      | Alianza por el Futuro   | 29,178  |
| Lima               | 35      | 4                    | Santiago Fujimori Inomoto                                           | Alianza por el Futuro   | 22,992  |
| Lima               | 35      | 15                   | Carlos Fernando Raffo Arce                                          | Alianza por el Futuro   | 19,303  |
| Lima               | 35      | 8                    | Martha Lupe Moyano Delgado                                          | Alianza por el Futuro   | 9,938   |
| Lima               | 35      | 1                    | Mercedes Cabanillas Bustamante                                      | Partido Aprista Peruano | 182,567 |
| Lima               | 35      | 5                    | Jorge Alfonso Alejandro del Castillo Gálvez                         | Partido Aprista Peruano | 81,196  |
| Lima               | 35      | 9                    | Luciana Milagros León Romero                                        | Partido Aprista Peruano | 65,339  |
| Lima               | 35      | 3                    | Claude Maurice Mulder Bedoya                                        | Partido Aprista Peruano | 38,670  |
| Lima               | 35      | 35                   | Javier Maximiliano Alfredo Hipólito Valle-Riestra González-Olaechea | Partido Aprista Peruano | 32,699  |
| Lima               | 35      | 2                    | Julio Roberto Herrera Pumayauli                                     | Partido Aprista Peruano | 31,742  |
| Lima               | 35      | 18                   | César Alejandro Zumaeta Flores                                      | Partido Aprista Peruano | 27,568  |
| Lima               | 35      | 1                    | Alberto Manuel Andrade Carmona                                      | Frente de Centro        | 131,178 |
| Lima               | 35      | 21                   | Antonina Rosario Sasieta Morales                                    | Frente de Centro        | 45,030  |
| Lima               | 35      | 2                    | Víctor Andrés García Belaúnde                                       | Frente de Centro        | 34,632  |
| Lima               | 35      | 1                    | Carlos Ricardo Bruce Montes de Oca                                  | Perú Posible            | 193,374 |
| Lima               | 35      | 3                    | David Waisman Rjavinsthi                                            | Perú Posible            | 75,213  |
| Lima               | 35      | 5                    | Alda Mirta Lazo Ríos de Hornung                                     | Restauración Nacional   | 29,154  |
| Lima               | 35      | 11                   | Gabriela Lourdes Pérez del Solar Cuculiza                           | Unidad Nacional         | 131,060 |
| Lima               | 35      | 1                    | Walter Ricardo Menchola Vásquez                                     | Unidad Nacional         | 92,653  |
| Lima               | 35      | 35                   | Guido Ricardo Lombardi Elías                                        | Unidad Nacional         | 66,597  |
| Lima               | 35      | 2                    | Javier Alonso Bedoya de Vivanco                                     | Unidad Nacional         | 59,557  |
| Lima               | 35      | 20                   | María Lourdes Pía Luisa Alcorta Suero                               | Unidad Nacional         | 47,688  |
| Lima               | 35      | 10                   | Luis Fernando Galarreta Velarde                                     | Unidad Nacional         | 42,128  |
| Lima               | 35      | 5                    | Raúl Eduardo Castro Stagnaro                                        | Unidad Nacional         | 27,982  |
| Lima               | 35      | 30                   | José León Luna Gálvez                                               | Unidad Nacional         | 27,392  |
| Lima               | 35      | 1                    | Carlos Alberto Torres Caro                                          | Unión por el Perú       | 88,420  |
| Lima               | 35      | 2                    | José Alejandro Vega Antonio                                         | Unión por el Perú       | 47,247  |
| Lima               | 35      | 5                    | Daniel Fernando Abugattás Majluf                                    | Unión por el Perú       | 33,236  |
| Lima               | 35      | 8                    | Juvenal Sabino Silva Díaz                                           | Unión por el Perú       | 27,905  |
| Lima               | 35      | 22                   | Cenaida Cebastina Uribe Medina                                      | Unión por el Perú       | 26,372  |
| Lima               | 35      | 3                    | Rafael Vásquez Rodríguez                                            | Unión por el Perú       | 23,624  |
| Loreto             | 3       | 1                    | Mario Fernando Peña Angulo                                          | Frente de Centro        | 17,885  |
| Loreto             | 3       | 1                    | Víctor Isla Rojas                                                   | Unión por el Perú       | 16,838  |
| Loreto             | 3       | 1                    | José Augusto Vargas Fernández                                       | Partido Aprista Peruano | 12,029  |
| Madre de Dios      | 1       | 1                    | Juan David Perry Cruz                                               | Restauración Nacional   | 4,917   |
| Moquegua           | 2       | 1                    | Washington Zeballos Gámez                                           | Unión por el Perú       | 9,927   |
| Moquegua           | 2       | 3                    | Hilda Elizabeth Guevara Gómez                                       | Partido Aprista Peruano | 5,060   |
| Pasco              | 2       | 1                    | Oswaldo de la Cruz Vásquez                                          | Alianza por el Futuro   | 9,408   |
| Pasco              | 2       | 1                    | Gloria Deniz Ramos Prudencio                                        | Unión por el Perú       | 4,656   |
| Piura              | 6       | 1                    | Jhony Alexander Peralta Cruz                                        | Partido Aprista Peruano | 39,757  |
| Piura              | 6       | 2                    | Miguel Luis Guevara Trelles                                         | Partido Aprista Peruano | 27,169  |
| Piura              | 6       | 4                    | José Carlos Carrasco Távara                                         | Partido Aprista Peruano | 20,241  |
| Piura              | 6       | 5                    | Marisol Espinoza Cruz                                               | Unión por el Perú       | 14,101  |
| Piura              | 6       | 6                    | Rosa María Mercedes Venegas Mello                                   | Unión por el Perú       | 13,942  |
| Piura              | 6       | 1                    | Fabiola María Morales Castillo                                      | Unidad Nacional         | 13,597  |
| Puno               | 5       | 4                    | Margarita Teodora Sucari Cari                                       | Unión por el Perú       | 35,157  |
| Puno               | 5       | 1                    | Aldo Vladimiro Estrada Choque                                       | Unión por el Perú       | 26,621  |
| Puno               | 5       | 2                    | Susana Gladys Vilca Achata                                          | Unión por el Perú       | 22,746  |
| Puno               | 5       | 1                    | Yonhy Lescano Ancieta                                               | Frente de Centro        | 26,629  |
| Puno               | 5       | 1                    | Alfredo Tomás Cenzano Sierralta                                     | Partido Aprista Peruano | 17,426  |
| San Martín         | 3       | 1                    | Nancy Rufina Obregón Peralta                                        | Unión por el Perú       | 23,975  |
| San Martín         | 3       | 1                    | Rolando Reátegui Flores                                             | Alianza por el Futuro   | 18,501  |
| San Martín         | 3       | 1                    | Aurelio Pastor Valdivieso                                           | Partido Aprista Peruano | 17,166  |
| Tacna              | 2       | 1                    | Juvenal Ubaldo Ordóñez Salazar                                      | Unión por el Perú       | 14,876  |
| Tacna              | 2       | 3                    | Jorge León Flores Torres                                            | Partido Aprista Peruano | 9,006   |
| Tumbes             | 2       | 1                    | Carlos Alberto Cánepa La Cotera                                     | Unión por el Perú       | 8,124   |
| Tumbes             | 2       | 1                    | Franklin Humberto Sánchez Ortiz                                     | Partido Aprista Peruano | 7,941   |
| Ucayali            | 2       | 1                    | José Macedo Sánchez                                                 | Partido Aprista Peruano | 12,719  |
| Ucayali            | 2       | 1                    | Roger Nájar Kokally                                                 | Unión por el Perú       | 8,739   |